# Łosie
Łosie je vesnice v jižním Polsku, okresu Gorlice, Malopolském vojvodství. Je součástí gminy Ropa. Od střediskové obce je vzdálená asi 5 kilometrů jihovýchodně, od Krakova 99 kilometrů ve stejném směru. Bydlí tu okolo 700 obyvatel.